# Харикенси Будимпешта
Харикенси Будимпешта су клуб америчког фудбала из Будимпеште у Мађарске. Основани су 2009. године и своје утакмице играју на стадиону Епиток у Будимпешти. Такмиче се тренутно у Првенству Мађарске и међународној ЦЕИ Интерлиги.